# 法蓮寺 (塩竈市)

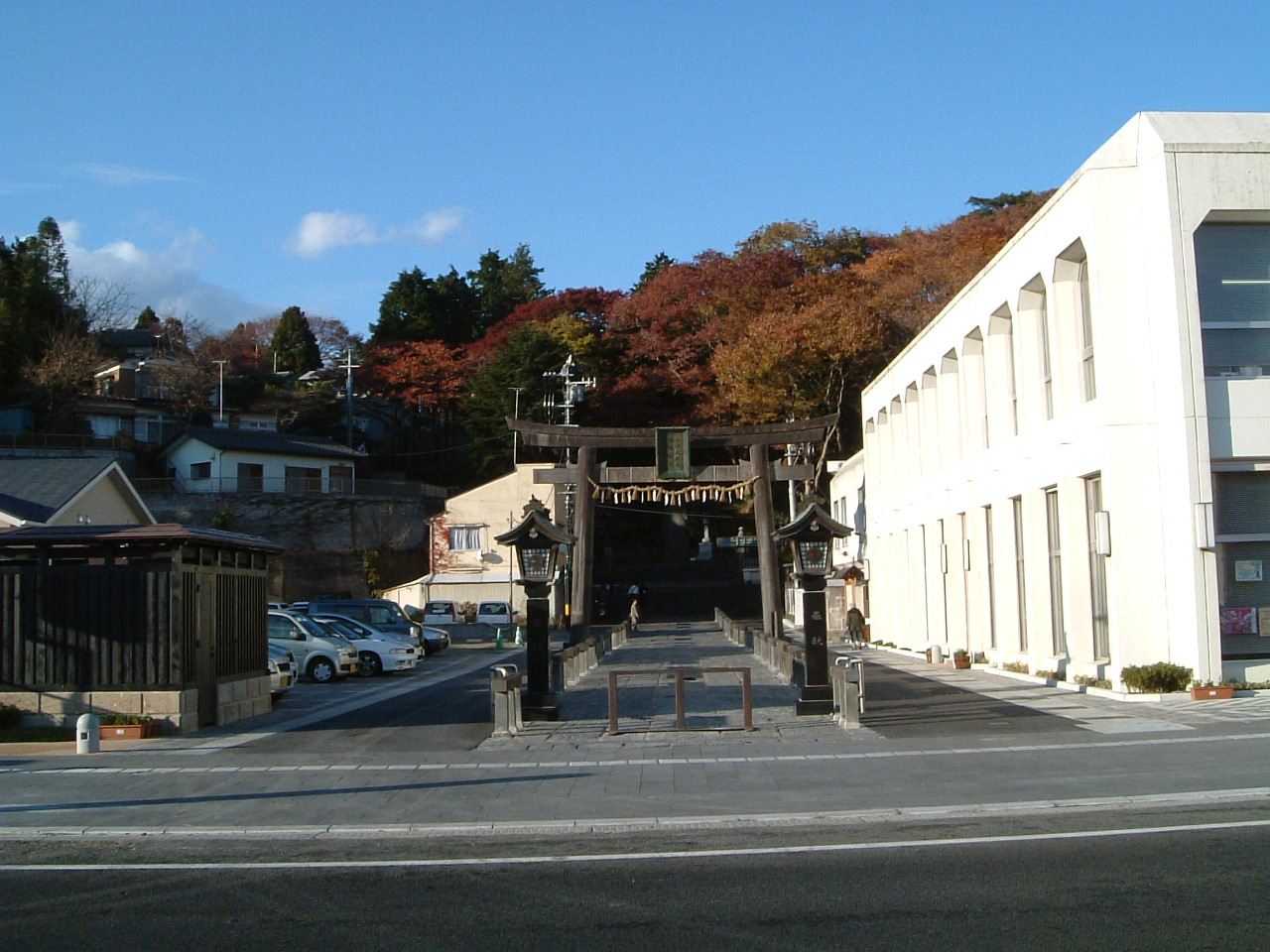
鹽竈神社　裏参道（東参道）入口
鳥居奥に見える林の東側（写真右手方向）に法蓮寺があったとされる。
右に写っている白い建物は塩竈市役所宮町分庁舎。

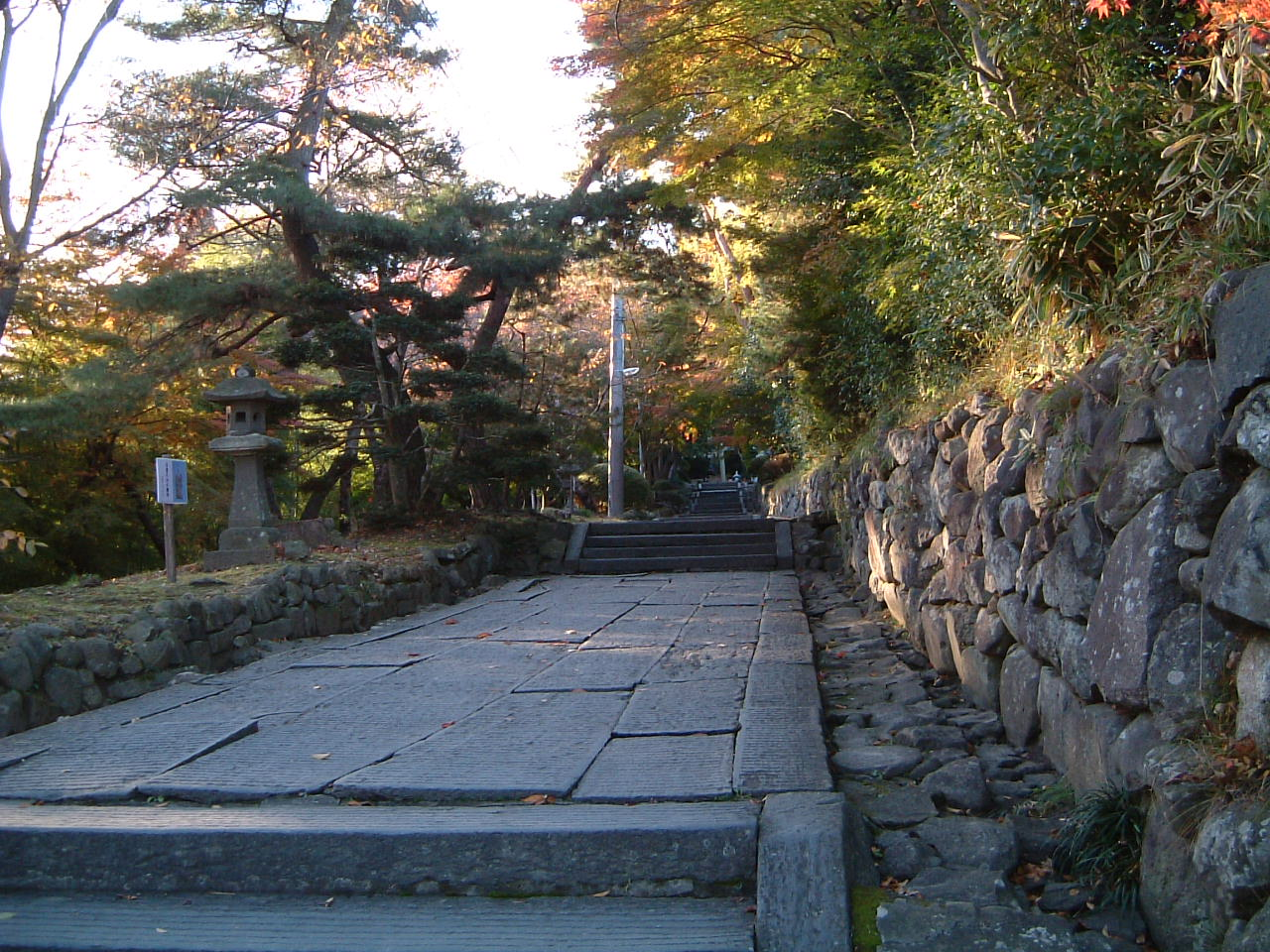
鹽竈神社　裏参道（東参道）終点付近
樹木に隠れて見えないが、階段を登りきった右側に鹽竈神社博物館がある。奥には鹽竈神社の鳥居が見える。

法蓮寺（ほうれんじ）は陸奥国宮城郡塩竈村、現在の宮城県塩竈市にあった真言宗寺院で、戦国時代末期から江戸時代にかけて陸奥国一宮である鹽竈神社の別当であった。院号を「金光明山　法蓮華院　法蓮密寺」と言い、山号「一森山」、別名「塩竈寺」とも呼ばれた。別当として脇院12房と社家29家からなる「一山」の中心となって社務を取り仕切り、鹽竈神社の裏参道（東参道）入り口から一森山中段（現在の東参道、塩竈市役所宮町分庁舎付近から鹽竈神社博物館付近まで）に脇院など多数の建物があったとされる。明治の廃仏毀釈により廃寺となった。本尊は大日如来であったと言われる。

## 歴史

### 成立事情
創建は室町時代とされるが、正確な時期はわかっていない。中興第1世となった富鏡により天正頃に開山したとされるが、少なくとも永禄頃に法（宝）蓮寺が布教活動を行っていたことが資料に見られる。天文17年（1548年）以前成立の『留守分限帳』と同じ頃に書かれたとみられる『寺家しゃ家之日記』という寺社領の記録に「ほうれんし」があり、この時点で既に大きな寺領を抱えていた。
江戸時代の塩釜村の村役人の執務参考記録である『塩釜町方留書』によると、富鏡より前の代については方丈御記録等に見当たらないので、富鏡を第1世として以後の僧正を2世3世と数えたとしている。また『鹽社由来追考』によれば、法蓮寺は古記伝で院号を「金光明山法蓮華院」、別名を「塩竈寺」、山号寺号を「一森山最上護国鹽竈寺」と言ったとする。『塩釜町方留書』も同様で、金光明山法蓮華院京都仁和寺の末寺であったと言う。『塩釜町方留書』にはさらに、法蓮寺黒門の額には「法蓮密寺」と書かれていたことが記録されている。
『宮城県史　第12巻』によれば、宮城県内の真言宗寺院は、現在は真言宗寺院でありながら慈覚大師を開山や中興開山とする歴史不明の寺院が多くあり、これらは天台宗寺院が改修されたものではないかと推測している。『鹽竈神社史』においても、天台宗だった塩竈神宮寺が法蓮寺の前身とする説を紹介しており、法蓮寺も元は天台宗寺院であった可能性がある。
中興第1世となった富鏡の経歴についての諸説を以下に挙げる。
1. 『鹽竈神社史』[7]によれば、富鏡は留守氏の命を受け祈祷すると言い日々神殿に詣でて読経していたが、社人がこれを嫌って留守氏に訴えたところ、崇仏の心が厚かった留守氏が社人の訴えを退けたうえ、富鏡を敬って鹽竈神社の別当とし、堂塔を建てて法蓮寺としたとされる[8]。
2. 『一宮鹽竈社』[9]によれば、宮城郡八幡村の八幡宮は往古の大社で天台宗の社僧14房を抱えていたが、そのうちの般若房が末松山般若寺[10]となって塩竈六共を支配し、また法蓮房が塩竈に移って法蓮寺となったとしている。同書ではさらに、富鏡は後北条氏の子息で箱根において出家した後、八幡宮法蓮花房の住持になり、法蓮寺が塩竈に移転の後は自然に鹽竈神社別当になったと記している[8]。
3. 末松山般若寺の安永の書き出しでは、今の本山は法蓮寺であるが、往古に八幡宮が大社であった際には法蓮寺の方が末寺であったと記しており、『宮城県史　第12巻』[6]では富鏡が般若寺を出て法蓮寺を隆盛させたのではないかと推測している。

しかしながら、いずれの説も立証には至らず、今後の新たな史料発見が待たれる。

### 戦国時代
前述の『寺家しゃ家之日記』によれば、16世紀半ばの法蓮寺は、4300刈、30貫900の地、門前に倉3、以上41貫600文を寺領にしていた。
法蓮寺は戦国時代末期より塩竈神宮寺に代わって鹽竈神社の別当となっていく。その過程について『宮城県史　第12巻』では、豊臣秀吉の小田原征伐に従わなかった留守政景が、天正19年（1592年）に所領を没収されて岩井郡黄海に移された際に、外護者を失った塩竈神宮寺が衰微し、代わって法蓮寺が台頭したのではないかと推測している。さらに同書では、富鏡が神宮寺衰微に乗じて伊達氏と結んだ政治的僧侶の可能性を示唆している。

### 江戸時代
仙台藩初代藩主の伊達政宗は元和5年（1619年）に鹽竈神社へ社領24貫336文を寄進した。この時の寄進社領の内訳を見ると、法蓮寺と脇院6房の合計が9貫734文、社家9人の合計が14貫602文となっているが、初代藩主政宗は留守氏時代の社領を没収したうえで改めて寄進したとされる。その後、寛文3年（1663年）に三代藩主綱宗の寄進社領7貫584文が全て法蓮寺に渡ったことから、寛文3年の時点で社僧側が社家側を知行高で上回るに至った。社家の記録『志賀家社例書上並留書』には、寛文3年の社殿造替の時より法蓮寺の威勢が増し、さらに宝永元年（1704年）の遷座に際して「一山」の社家社僧は法蓮寺の下知に従うようにとの、お上からの申し渡しによって法蓮寺が支配職の地位を確立した、との記述がある。この記述から、法蓮寺が仙台藩伊達家の祈願寺として、三代藩主綱宗の頃から隆盛を極めて行った様子が覗える。
法蓮寺には塩竈神宮寺を包摂した地蔵院を含め、中世寺社勢力を引き継ぐ形で成立した「古六供」と呼ばれる脇院6房があったが、これに加えて宝永2年（1705年）には、法蓮寺第12世であった圓鏡の隠居料により「新六供」と呼ばれる脇院6房が創立され、脇院は合計12房となった。また、優勢な社僧勢力は社家をおさえて社務一切を支配するようになり、社僧と社家の間に種々の争いが起きた。
松尾芭蕉の『奥の細道』の旅に随伴した河合曾良の『曾良旅日記』によれば、元禄2年（1689年）5月8日未の刻に2人は塩竈へ到着し、その夜は法蓮寺門前に宿を取ったと記録している。その場所は、ちょうど右写真の鹽竈神社裏参道（東参道）入口の付近だったと言われる。

### 明治時代の廃寺
神仏分離令に伴う廃仏毀釈運動により明治3年（1870年）1月20日に廃寺となった。ほとんどの建物が取り壊され、所蔵していた仏像や仏具も散逸してしまい、現在は書院と言う事で解体を免れた「勝画楼」のみが往時の面影を偲ばせている。

## 所在地
江戸期に塩竈および松島を描いた景観図など複数の描写から、法蓮寺が鹽竈神社の裏参道（東参道）入り口付近にあり、そこから一森山中段まで脇院が並んでいたことが確認できる。
特に『奥州名所絵図　巻之三』に収められている「裏坂　別当金光明山法蓮寺」の絵図には「勝画楼」の位置が描かれており、その描写と現存する「勝画楼」の位置から、法蓮寺が現在の塩竈市役所宮町分庁舎北側にあったことがわかる。

## 文化財・遺構
- 勝画楼：2017年9月13日、塩竈市が鹽竈神社から無償で譲り受け、修築と現地保存を行うことを発表した[21]。
- 向拝（㈱佐浦酒造社屋玄関）
- 釈迦涅槃図（松巌山東園寺所蔵）　など